# Michel Corboz
Pour les articles homonymes, voir Corboz.
Michel Corboz, né à Marsens le 14 février 1934 et mort à Montreux le 2 septembre 2021, est un musicien, chef de chœur, chef d'orchestre et enseignant suisse (fribourgeois).

## Biographie
Michel Corboz commence sa formation au Conservatoire de Fribourg en Suisse, où il étudie le chant soliste et la composition. Attiré par la direction, il ne tarde pas à s'y consacrer et fonde l'ensemble vocal de Lausanne et l'ensemble instrumental de Lausanne en 1961. Il est également professeur au Conservatoire de musique de Genève, et directeur des chœurs de la Fondation Gulbenkian de Lisbonne.
En 1964 à Nevers (lors des rencontres internationales de chant choral Europa Cantat), il fait connaissance avec Michel Garcin, directeur artistique de la firme Erato. Cela sera décisif pour la suite de sa carrière, en lui ouvrant la voie du disque et par là, de la notoriété internationale. C'est avec cette firme qu'il enregistre ses plus grands succès avec entre autres, les Vêpres puis un opéra (L'Orfeo), de Claudio Monteverdi, de même que la Messe en Si mineur et le Magnificat de Jean-Sébastien Bach.
Michel Corboz dirige des chœurs a cappella, des cantates et des oratorios, avec une prédilection pour Monteverdi, Bach et Marc-Antoine Charpentier. En 1981 il dirige David et Jonathas, puis en 1984 il dirige Médée, deux tragédies lyriques de Charpentier : Première depuis leurs créations au XVIIe siècle. L'excellence de ses interprétations ne se fonde pas tant sur des recherches musicologiques que sur sa sensibilité et son intelligence des partitions. Il n'a jamais réellement cherché à s'inscrire dans le mouvement baroque. Il a du reste interprété des œuvres de musiciens très divers, postérieurs au baroque, comme Joseph Haydn, Franz Schubert, Gioachino Rossini, Felix Mendelssohn, Charles Gounod, Johannes Brahms, Gabriel Fauré, Maurice Duruflé et les suisses Arthur Honegger, Frank Martin, etc.
La carrière de Michel Corboz est marquée par sa ferveur pour la musique vocale, qui ne s'est jamais affaiblie. Il reçoit notamment le grand prix de la Fondation vaudoise pour la promotion et la création artistiques (1990) et le prix de la Fondation Pierre et Louise Meylan (2001). Il est également lauréat du prix de Lausanne 2003 pour ses 50 ans de fidélité chorale. Il est le père de l'ingénieur du son et claviériste de jazz Benoît Corboz.
Michel Corboz meurt le 2 septembre 2021 à Montreux,,.

## Discographie

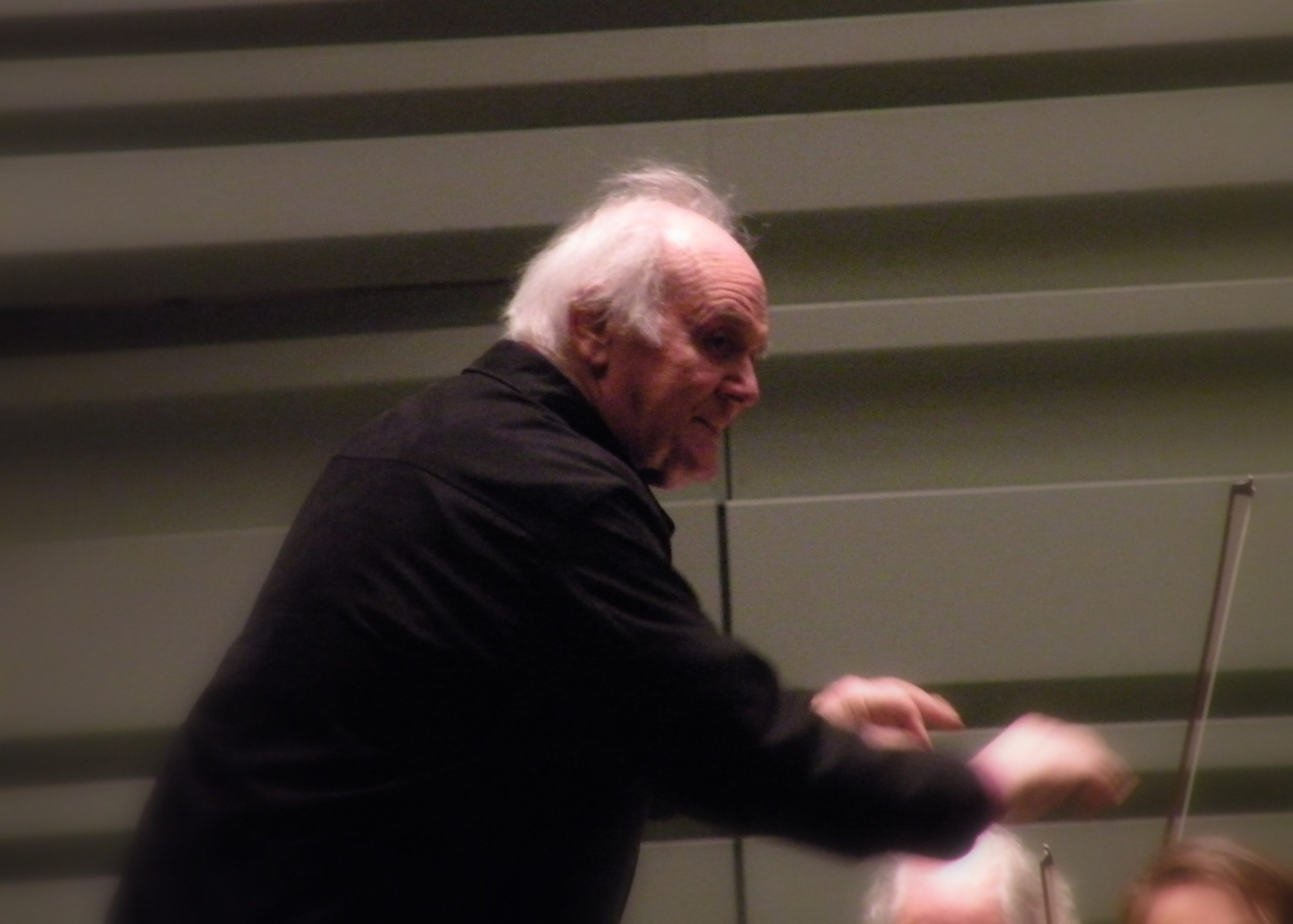
Michel Corboz lors de La Folle Journée de Nantes 2009.

- 1964 : Claudio Monteverdi : Messa a 4 voci da cappella. Ingegneri : Lamentations de Jérémie, Tenebræ factæ sunt. Erato STE 50238
- 1965 : Alessandro Scarlatti : Missa ad usum cappellæ pontificiæ. Six motets. Erato STE 50287
- 1967 : Claudio Monteverdi : Vespro della Beata Vergine. Erato STU 70325/27. Grand Prix de l'Académie Charles-Cros.
- 1967-69 : Claudio Monteverdi : Selva morale e spirituale. Erato STU 70386/87. Grand Prix Arthur Honegger 1968 de l'Académie du disque français. Grand Prix du Disque de l'Académie Charles Cros. Prix mondial du disque, Montreux (Chillon d'argent). Réédité en CD : Erato 4509-98530-2.
- 1968 : Claudio Monteverdi : L'Orfeo. Erato STU 70440/42. Réédition : OX 35-36-2 RE. Grand Prix de l'Académie du Disque Français. Prix allemand du disque (de). Grand Prix des Discophiles. Prix Edison (Pays-Bas). Disque d'Or Japonais.
- 1969 : Auteurs du XVIe siècle. « La chanson et la danse ». Avec l'Ensemble Ricercare (Zürich). Erato STU 70491
- 1969 : Michel-Richard de Lalande : De Profundis S 23, Regina Cœli S 53. LP Erato STU 70584 report CD
- 1969 : Claude Goudimel : Messe « Le bien que j'ay » Erato STU 70678
- 1970 : Compositeurs vénitiens. I Dolci Frutti. Erato STU 70698. Prix des Discophiles.
- 1971 : Giovanni Gabrieli : Sacræ Symphoniæ, vol. 2. Avec le Grand Chœur de l'Université et l'Orchestre de Chambre de Lausanne. Erato STU 70675
- 1972 : Johann Sebastian Bach : Magnificat, Cantate BWV 187. Erato STU 70710
- 1972 : J.S. Bach : Messe en si. Erato STU 70715/17
- 1972 : Gabriel Fauré : Requiem. Erato STU 70735
- 1973 : Marc-Antoine Charpentier : Messe pour les trépassés à 8 H.2, Motet pour les trépassés à 8 H.311, Prose des morts Dies irae H.12, Élèvation H.234, Miserere des Jésuites H.193, Soli, Choeur Symphonique & Orchestre de la Fondation Gulbenkian de Lisbonne. 2 LP Erato STU 70.765/66 (1973). Report CD, sans H.193, ECD 8812.
- 1974 : Johann Sebastian Bach : Messes brèves. 2 LP Erato STU 70805. Réédité en CD : Erato 4509-97236-2. Grand Prix de la Radio-Télévision Belge.
- 1974 : Giovanni Bassano : Chansons et madrigaux. Solistes de l'EVL, Michel Piguet, flûte à bec, A. Bailes, luth. Erato STU 70832
- 1974 : Claudio Monteverdi : Les plus beaux madrigaux. Vol. 1 : Erato STU 70848; vol. 2 : Erato STU 70849. Grand Prix de l'Académie du Disque Lyrique. Grand Prix de la Radio-Télévision Belge.
- 1974 : Puccini : Messa di Gloria. Erato STU 70980
- 1975 : Benedetto Marcello : Sept Psaumes. Erato STU 70845/6
- 1975 : Antonio Vivaldi : La musique sacrée, vol. 1. Erato STU 70910. Réédition: ECD 88070. Grand Prix des Disquaires de France 1976.
- 1975 : Claudio Monteverdi : Les plus beaux madrigaux, vol. 3 à 5. Erato STU 70907/9. Réédition : R30 E522-7
- 1975 : Mozart : Requiem, Fondation Gulbenkian de Lisbonne. ERATO
- 1977 : Antonio Vivaldi : La musique sacrée, vol. 2 à 4. Erato STU 71003/5
- 1977 : Antonio Vivaldi : La musique sacrée, vol. 5. Erato STU 71018
- 1977 : Joseph Haydn : Theresienmesse. Erato STU 71058. Grand Prix de l'Académie du Disque Lyrique.
- 1977 : J. S. Bach : Cantates BWV 198 (Trauer Ode), 11, 58, 78. Erato STU 71099
- 1977 : Marc-Antoine Charpentier : Te deum H.146, Tenebrae facta sunt H.129, Salve Regina à 3 chœurs H.24, Nuit, extrait de H.416, (4), Seniores populi H.117, Soli, Chœur Symphonique & Orchestre de la Fondation Gulbenkian de Lisbonne. LP Erato STU 71002. Report CD couplé avec H 24, H 224, H 129, ECD 55038
- 1977-78 : Felix Mendelssohn : Psaumes 42, 95 et 115. Réédité en CD: Erato 2564-69706-4
- 1978 : J. S. Bach : Passion selon St-Jean. Erato STU 71151. Réédité en CD: Erato 2292-45406-2. Grand Prix de l'Académie du Disque Français.
- 1978 : Marc-Antoine Charpentier : Le Jugement dernier H.401, Beatus vir H.224, Soli, Choeur & Orchestre de la Fondation Gulbenkian de Lisbonne. LP Erato STU 71222 (1978). Report CD couplé avec le Miserere des Jésuites  H.193, ECD 71579
- 1979 : Franz Schubert : Stabat Mater, Magnificat, Offertoire. Erato STU 71262. Réédité en CD: Erato 4509-96961-2
- 1979 : Claudio Monteverdi : Les plus beaux madrigaux, vol. 6-8. Avec l'Ensemble Baroque de Drottningholm. Erato ECD 88108
- 1981 : Johann Sebastian Bach : Messe en si mineur. Erato STU 71314
- 1982 : Marc-Antoine Charpentier : David et Jonathas H.490, Paul Esswood, David, Colette Alliot-Lugaz, Jonathas, Philippe Huttenlocher, Saül, Roger Soyer, Achis, Antoine David, Joabel, René Jacobs, La Pythonisse, Pari Marinov, L'Ombre de Samuel, Maitrise de L'Opéra de Lyon, Enfants de la Cigale, de Lyon, et du lycée musical, English Bach Festival Baroque Orchestra, dir. Michel Corboz. 2 LP/CD Erato 1981.
- 1983 : Johann Sebastian Bach : Passion selon St-Matthieu. Erato ECD 880633. Réédité en CD: Erato 2292-45375-2
- 1983 : Claudio Monteverdi : Vespro della Beata Vergine. Avec l'Orchestre Baroque de Londres. Erato ECD 88024
- 1984 : Johann Sebastian Bach : Oratorio de Noël, Erato, 1985.
- 1986 : Maurice Duruflé : Requiem, Erato, Réédité en CD 1992, Chœur Et Orchestre Colonne, Teresa Berganza, José Van Dam, Philippe Corboz, Ensemble Vocal "Audite Nova" de Paris, Jean Sourisse
- 1987 : Henry Purcell : Dido and Aeneas, Ensemble instrumental de Lausanne, Choeur du Théâtre municipal de Lausanne, Teresa Berganza, Per-Arne Wahlgren, Danielle Borst. Erato/Cascavelle  ECD 88244.
- 1988 : Felix Mendelssohn : Christus, Hör mein Bitten, Ave Maria, Verleih, Te Deum (enreg. 1987). Erato ECD 75489
- 1989 : Charles Gounod : Messe Chorale, avec orgue d'accompagnement et Grand Orgue. Camille Saint-Saëns : Messe à 4 voix pour Soli et Chœur, avec accompagnement d'orchestre et 2 orgues op.4. Erato ECD 75540
- 1989 : Gioacchino Rossini : Petite Messe solennelle. Erato ECD 75466. Réédition: Erato 2292-45321-2
- 1990 : Albert Alain : Messe pour chœur et 2 orgues. Vierne: Messe pour chœur et 2 orgues. Jean Langlais : Messe pour chœur et 2 orgues. Erato 2292-45511-2
- 1990 : Haendel/Mozart : Le Messie. Erato 2297-45491-2
- 1990 : Arthur Honegger : La Danse des morts, Une Cantate de Noël. Cascavelle VEL 3023
- 1991 : Wolfgang Amadeus Mozart : Requiem. Cascavelle VEL 1012
- 1991 : Wolfgang Amadeus Mozart : Messe en ut. Cascavelle VEL 1011
- 1991 : Frank Martin : In Terra Pax; Et la vie l'emporta. Cascavelle VEL 1014
- 1991 : Arthur Honegger : Judith. Cascavelle VEL 1013
- 1991 : Arthur Honegger : Le Roi David. Cascavelle VEL 1017
- 1992 : Gabriel Fauré : Requiem et cantiques. Aria-FNAC 592097
- 1992 : Claudio Monteverdi : Messa da cappella ; Frank Martin : Messe à double chœur. Cascavelle VEL 1025
- 1993 : Marc-Antoine Charpentier : Vêpres aux Jésuites, H.536, H.204, H.361, H.203 - 203 a, H.225, H.32, H.208, H.35, H.160 -160 a, H.67, H.78. (Reconstitution Catherine Cessac) Avec l'ensemble Vocal de Lausanne, L'Ensemble baroque L'Arpa Festante, Charles Daniels, Mark Tucker, Hans-Jürg Rickenbacher, Peter Harvey, Stephan Imboden, Natacha Ducret, 2 CD Cascavelle VEL 1030
- 1994 : Felix Mendelssohn : Œuvres religieuses. Aria-FNAC 592298
- 1994 : J. S. Bach : Passion selon St-Jean. Cascavelle VEL 1036
- 1995 : J.S. Bach : Motets. Cascavelle VEL 1052
- 1996 : J.S. Bach : Messe en si mineur Michel Corboz Virgin Classics 7243 5 62334 2 3
- 1996 : Johannes Brahms : Ein deutsches Requiem (enregistré au Festival Michel Corboz 1989). Aria-FNAC 961002
- 1996 : Giacomo Carissimi : Jephté ; D. Scarlatti : Stabat Mater Cascavelle VEL 1060
- 1998 : J.S. Bach : Messe en si mineur (enregistrée en 1996). Aria 970901
- 1998 : Mozart : Requiem (enregistré en 1995). Avec l'orchestre de Chambre de Genève. Aria 971201
- 1999 : Frank Martin : Golgotha (enregistré en 1994). Avec le Sinfonietta de Lausanne. Cascavelle VEL 3004
- 1999 : Johannes Brahms : Motteten, Lieder und geistliche Gesänge (enregistré en 1997). Cascavelle VEL 1070
- 2005 : Gabriel Fauré : Requiem (enregistré en direct à Tokyo). Avec l'Ensemble Instrumental de Lausanne.
- 2006 : Gabriel Fauré : Requiem, œuvres religieuses. Avec le Sinfonia Varsovia. Mirare MIR028
- 2007 : Franz Schubert : Messe en mi bémol majeur. Avec l'Orchestre de Chambre de Lausanne. Mirare MIR 051
- 2008 : J.S. Bach : Messe en si mineur. Avec l'Ensemble Instrumental de Lausanne. Mirare MIR 081
- 2009 : César Franck et Charles Gounod : Les Sept Paroles du Christ en Croix. Mirare MIR 106
- 2011 : Charles Gounod : Messe de Requiem et Messe chorale, Mirare MIR 129

## Distinction
- 2003 : Prix de la Ville de Lausanne.

## Décorations
- Commandeur de l'ordre des Arts et des Lettres Il est fait commandeur lors de la promotion du 15 février 1996[6].
- Grand-croix de l'ordre de l'Infant Dom Henri (décembre 1999)

### Sources
- « Michel Corboz », sur la base de données des personnalités vaudoises sur la plateforme « Patrinum » de la Bibliothèque cantonale et universitaire de Lausanne.
- Jean-Louis Matthey, « Michel Corboz » dans le Dictionnaire historique de la Suisse en ligne.
- Michel Corboz ou la Passion de la Musique. Textes de Harry Halbreich, Pierre Hugli, Alix Bourbon, Michel Garcin, Pierre Michot, etc., Lausanne, Éditions de l'Aire, 1981, 138 p., ill.
- Michel Corboz, en savoir plus, Ensemble Vocal de Lausanne, 1982 (tiré à part de l'ouvrage précédent).
- Michel Corboz. L'alchimie des voix. Entretiens avec Antoine Bosshard, Lausanne, La Bibliothèque des Arts, 2001, 137 p., ill. (Collection « Paroles vives »).
- « Ensemble Vocal de Lausanne, quarante ans de passion », Antonin Scherrer in Revue Musicale de Suisse Romande 54/4, décembre 2001, p. 4-14.
- « Michel Corboz jubilaire », Vincent Arlettaz in Revue Musicale de Suisse Romande 57/1, mars 2004, p. 4-13.
- Ensemble Vocal de Lausanne, Michel Corboz : Au nom de la voix, Antonin Scherrer, [Éd. Favre, 2011], 216 pages.
- « Michel Corboz distingué par la fondation Claude Blancpain », J. J. Rapin in Revue musicale de Suisse romande, 4, 1998, p. 20-25